# 尿道癌
尿道癌是源自尿道的癌症。該部位的癌症很少見，最常見的類型是乳突狀移行细胞癌。 尿道癌最常發生於球膜狀尿道。

## 表徵和症状
可能由尿道癌引起的症狀包括：尿道出血或血尿、尿流減弱或中斷、頻尿、解尿疼痛、無法排尿、會陰部或陰莖出現腫塊或增厚情形、尿道產生分泌物、腹股溝或陰部淋巴結腫大或疼痛。

## 風險因子
主要的醫學風險因子為患有膀胱癌，或患有能導致尿道慢性發炎的病症。60歲以上的族群以及白人婦女的風險最高。

## 診斷
尿道癌的診斷，是透過經尿道活檢（transurethral biopsy）。 尿道癌的類型包括移行细胞癌，鳞状细胞癌，腺癌和黑色素癌。

## 治療
治療尿道癌最常見的方法是外科手術。可能會進行下列幾種手術的其中之一：開放式手術（open excision）、電切除術（electro-resection with flash）、雷射手術（laser surgery）、 膀胱尿道摘除術（cystourethrectomy）、膀胱攝護腺根除術（cystoprostatectomy）、部分或基本陰莖切除術（incomplete or basic penectomy surgery）。
在某些情況下也會使用放射治療 。
某些時候，會利用化學治療來摧毀尿道癌細胞。這是一種經由口服或者靜脈注射的系統性療法（即摧毀全身的尿道癌細胞）。不同藥物常合併使用，以破壞已轉移的尿道癌細胞。常用的藥物包括順鉑（cisplatin )、長春新鹼（vincristine）、以及氨甲蝶呤（methotrexate）。
副作用包括貧血（引起疲勞，虛弱）、噁心與嘔吐、食慾不振、落髮、口瘡、感染風險增加、呼吸急促、或過量出血和淤青。